# Zonopetala decisana
Zonopetala decisana es una especie de mariposa de la familia Oecophoridae.
Fue descrita científicamente por Walker en 1863.